# Serra de Martés
La serra de Martés és una alineació muntanyenca del País Valencià, entre les comarques de la Plana d'Utiel, la Foia de Bunyol i la Vall de Cofrents.
Es tracta d'una de les darreres alineacions ibèriques, solament queda al sud la plataforma calcària del Caroig, separada pels canons del Xúquer. La serra Martés limita al sud amb la Mola d'Albéitar i el corredor de Venda Gaeta i a l'est contínua perllongant-se fins a la serra de l'Ave o Dosaigües i Caballón. Pel nord el riu Magre s'encaixa per un relleu abrupte on trobem l'embassament de Forata, entre les serres de Martés i de Malacara. Per l'oest la serra va perdent altura i arrodonint les seues formes per a perdre's per l'altiplà de Requena.
Les principals altures de la serra són el Martés (1.085 m), los Ajos (1.060 m) o el Ñoño (1.065 m). La serra de Martés està protegida sota la figura legal de Lloc d'Interès Comunitari (LIC) i compta amb diverses microreserves de flora.